# San Martín (provincie)
San Martín is een provincie in de regio San Martín in Peru. De provincie heeft een oppervlakte van 5.640 km² en telt 187.320 inwoners (2015). De hoofdplaats van de provincie is het district Tarapoto; drie van de veertien districten vormen samen de stad  (ciudad) Tarapoto.

## Bestuurlijke indeling
De provincie San Martín is verdeeld in veertien districten, UBIGEO tussen haakjes:
- (220902) Alberto Leveau
- (220903) Cacatachi
- (220904) Chazuta
- (220905) Chipurana
- (220906) El Porvenir
- (220907) Huimbayoc
- (220908) Juan Guerra
- (220909) La Banda de Shilcayo, deel van de stad (ciudad) Tarapoto
- (220910) Morales, deel van de stad (ciudad) Tarapoto
- (220911) Papaplaya
- (220912) San Antonio
- (220913) Sauce
- (220914) Shapaja
- (220901) Tarapoto, hoofdplaats van de provincie en deel van de stad (ciudad) Tarapoto

Bellavista · El Dorado · Huallaga · Lamas · Mariscal Cáceres · Moyobamba · Picota · Rioja · San Martín · Tocache